# 엔도 게이타
엔도 게이타(일본어: 遠藤 渓太, 1997년 11월 22일 ~ )는 일본의 축구 선수이다. 현재 우니온 베를린에서 J1리그의 FC 도쿄로 임대되어 뛰고 있다.

## 구단 경력
그는 2016년 J1리그의 요코하마 F. 마리노스에 입단했다. 2019년에 J1리그 우승을 차지했다. 2020년까지 103경기에 출전하여, 13득점을 넣었다. 2020년 1. FC 우니온 베를린로 이적했다. 2022년부터 2023년까지 아인트라흐트 브라운슈바이크에서 뛰었다. 2024년 J1리그의 FC 도쿄로 이적했다.

## 국가대표팀 경력
그는 2017년 FIFA U-20 월드컵에 참가할 일본 U-20 국가대표팀에 발탁되었으며, 3경기에 출전했다.
2018년 AFC U-23 축구 선수권 대회, 2018년 아시안 게임에도 출전, 아시안 게임 은메달 획득에 기여했다.
그는 2019년 EAFF E-1 풋볼 챔피언십에 참가할 일본 국가대표팀에 발탁되었으며, 12월 10일 중국와의 경기에서 데뷔했다. 그는 국제 A매치 통산 2경기에 출전했다.
2020년 AFC U-23 축구 선수권 대회에도 출전했다.

## 통계
| 일본 | 일본 | 일본 |
| 연도 | 출전 | 득점 |
| ---- | ---- | ---- |
| 2019 | 2    | 0    |
| 통산 | 2    | 0    |